# الترجمة والتشغيل في جافا

## الترجمة والتشغيل في الجافا

### المقدمة
لغة جافا هي واحدة من اللغات المهمة والمتصدرة في مجال لغات الترجمة، لها خصائص ومزايا عدة، سوف نشرح طرق ترجمة برامج جافا وتشغيلها من خلال محرر الأوامر. النقاط الرئيسية التي سوف نعرضها هي:

### التعريف بمحرر الأوامر
محرر الأوامر هو برنامج يترجم سطر الأوامر، متواجد في أغلبية أنظمة الويندوز التابعة لشركة مايكروسفت، يسمى محرر الأوامر أحياناً بمعالج أوامر ويندوز أو ب برنامج الشاشة السوداء. صيغة البرنامج هي exe.cmd. محرر الأوامر يستخدم لتنفيذ الأوامر المراد إدخالها من المستخدم وغالباً يستخدم لتنفيذ ملفات الباتش "batch files"، ينفذ الوظائف الإدارية المتقدمة، ويعمل على اكتشاف الأخطاء وإصلاحها وحل مشاكلها في الويندوز. يمكننا الوصول لمحرر الأوامر إما من خلال كتابة اسم البرنامج في مستطيل البحث المتواجد في قائمة ابدأ، أو عبر شاشة التطبيقات، اعتماداً على نسخة ويندوز التي يمتلكها المستخدم.

#### ملاحظة
يشار في بعض الأحيان إلى محرر الأوامر بـ"the DOS prompt" أي: محرر دوس أو بـ"MS-DOS" أي: شركة مايكروسوفت نفسها، وهذا غير صحيح إذ أن محرر الأوامر هو برنامج يترجم سطر الأوامر، وهو متواجد في "MS-DOS" ولكن ليس بالفعل "MS-DOS".

### التعريف بالمترجم
المترجم  هو برنامج حاسوبي «أو مجموعة من البرامج» يحول الملف المصدري الذي كتب بلغة برمجية إلى لغة حاسوبية أخرى «اللغة المستهدفه غالباً لها شكل ثنائي يعرف بالشفرة النهائية».
مسمى «المترجم» في الأصل يستخدم للبرامج التي تترجم الملف المصدري من لغة برمجية عالية إلى لغة برمجية متدنية «لغة الآلة أو لغة الاسمبلي». إذا استطاع البرنامج المُترجَم أن يشتغل في حاسوب وحدته المعالجة المركزية أو نظام تشغيله مختلف عن الذي قام المترجم بتشغيله ففي هذه الحالة يعرف المترجم بالمترجم التقاطعي، بصفة عامة المترجمين أو المجمعين نوع محدد من المترجمين.

#### مكونات المترجم
1) الطرف الأمامي: يتحقق من تركيب الجملة ودلالاتها، ويقوم بتوليد اللغة الوسيطة (بالإنكليزية: Intermediate language) لغة الآلة المجردة وهدف تصميمها هو المساعدة في تحليل البرامج الحاسوبية. حيث يقوم بفحص الرموز والعلامات عن طريق جمع معلوماتها وفي حال وجود أخطاء يقوم بإرسال انذاراتو تنبيهات بالأخطاء.
2) الطرف الوسط: يقوم بتنفيذ التحسينات بما في ذلك إزالة الرموز الغير قابلة للوصول أو عديمة الفائدة، اكتشاف القيم الثابتة وكيفية امتدادها، عمل تغيير لمكان وعنوان (relocation) علميات حسابية إلى المكان الأقل تكراراً في التنفيذ فعلى سبيل المثال: ما هو خارج الحلقة (out of a loop) أو القيام بتخصيصها اعتماداً على سياقها (context).
3) الطرف الخلفي: إنشاء نظام شفري مركب (كتابة البرنامج)، يقوم بتخصيص سجلات في الذاكرة للعملية، حيث يتم تعيين سجل لكل متغير في العملية سجل

### خطوات لترجمة وتشغيل برنامج جافا باستخدام موجه الأوامر[2]
1- اكتب برنامجاً واحفظه في سطح المكتب تحت اسم test.java.
2- الآن اكتب java أو javac للتأكد من أن الجافا متواجد في نظام التشغيل الخاص بك.
3- الآن انقر بزر الماوس الأيمن على my computer واختر خصائص أو properties.
4- في نافذة الخيارات سترى صفحه من نظام التشغيل، على الجانب الأيسر قم باختيار advanced System setting  أو ضبط النظام المتقدم.
5- قم باختيار-environment variable أو متغيرات البيئة.
6- اضغط على جديد في متغير المستخدم.  user variable -> new.
7- اكتب PATH في خانة اسم المتغير.
8- في خانة مسار المتغير قم بنسخ المسار الذي يحتوي على ملف الjavac الذي هو في حالتنا هذه C:\Program Files\Java\jdk1.7.0_02\bin
9- اضغط موافق.
10- اذهب إلى موجه الأوامر، اذهب إلى المكان الذي قمت بحفظ الملف فيه.
11-لتغيير مسار الملف، تستطيع استخدام ‘cd’ command.
12- الآن قم بكتابة javac test.java، هذا سوف يقوم بترجمة برنامجك، وصنع ملف class. هنا، test.java هو ملف. تستطيع استخدام javac<اسم الملف>. اسم الملف سيكون الاسم الخاص بملفك.
13- لقد تم ترجمة برنامجك الآن، سوف يظهر لك رساله بالخطأ إذا كان هنالك أي خطأ.
14- أخيراً، لتشغيل برنامجك قم بكتابة javac< اسم الclass>. اسم الclass سوف يكون الاسم الclass الذي يحتوي على جمل مركبة للوظيفه الرئيسية.
يجب الأخذ بعين الاعتبار أن:
1- نقوم بتحديد مسار للمترجم.
2- قم بحفظ ملف الجافا بالامتداد.java
3- لتشغيل البرنامج، دائماً قم بكتابة اسم الclass الذي يحتوي على الجمل المركبة للوظيفه الرئيسية.
4- هذه الطريقة تعمل فقط على الملفات الخاصة بجافا.
5-اكتب java اسم الclass للقيام بتشغيل البرنامج.
6- اكتب javac قبل اسم الملف للقيام بترجمة الملف.
7- للقيام بالترجمة، اذهب آولاً لمكان الملف.